# Yukiru Sugisaki
Yukiru Sugisaki (杉崎 ゆきる?, Sugisaki Yukiru; 26 dicembre 1974) è una fumettista giapponese creatrice di manga.

## Carriera
Yukiru Sugisaki ha iniziato a disegnare alle elementari e ha realizzato i suoi primi manga verso i 17 anni.
Nel corso della sua carriera ha creato molte opere per specifici pubblici di lettori, ma è particolarmente conosciuta per la sua serie seinen The Candidate for Goddess e per quella shōjo D•N•Angel.

## Opere

### Manga
- Namaiki no "N" (1995, pubblicato in Monthly Asuka)
- Sotsugyou M (1996–1997, reso una serie in Monthly Asuka)
- D•N•Angel (1997–2021, reso una serie in Monthly Asuka)[7][8]
- The Candidate for Goddess (1997–2001, reso una serie in Comic Gum)
- H2Oplanet (1997, pubblicato in The Candidate for Goddess volume 1)
- The Demon Returns (1998, pubblicato in D.N. Angel volume 2)
- Brain Powerd (1998–1999, reso una serie in Shōnen Ace)
- Kanno Ie Ha Kanai Anzen. (2000, reso una serie in Monthly Ace Next)
- Lagoon Engine (2001–2007, reso una serie in Monthly Asuka)
- Rizelmine (2001–2002, reso una serie in Monthly Ace Next)
- Lagoon Engine Einsatz (2004, reso una serie in Newtype USA)
- Eden (2006–2007, reso una serie in Shōnen Ace)
- Ascribe to Heaven (2008–in corso, reso una serie in Young King OURs)
- Yume Bi To Manami No Kie Ta Birthday Present? (2009, pubblicato da Kadokawa Shoten)
- School Girls Pin-up (2011–in corso, reso una serie in Comic Birz)
- 1001 Knights (2012-2017, reso una serie in Monthly Asuka)
- Junkissa Neko (2012–in corso, reso una serie in Comic Birz)

### Libri d'arte
- Neutral (1999, pubblicato da Kadokawa Shoten)[9]
- Final Quest Sailor Kanzenban (2002, pubblicato da Kadokawa Shoten)[10]
- D.N. Angel Illustrations Feder (2003, pubblicato da Kadokawa Shoten)[11]
- Street Fighter Art Comic Anthology (2009, pubblicato da Enterbrain)[12]